# 桐畑和繁
桐畑和繁（1987年6月30日—），前日本職業足球員，前日本20歲以下足球代表隊成員。

## 俱乐部生涯
2006年，桐畑和繁在柏雷素爾开始足球生涯。職業生涯的大部分時間都在柏雷素爾效力，之後被租借到FC岐阜兩年賽季。2023年1月宣佈退役，並在新宿創造擔任教練職務。

## 國家隊
桐畑和繁曾代表日本参加2006年亞足聯青年錦標賽及2007年U-20世界盃。

## 外部連結
- （日語）J.League Data Site （页面存档备份，存于）
- 桐畑和繁 – FIFA國際賽競賽紀錄 (存檔)
- 日本職業足球聯賽中的桐畑和繁 （日語）
- Profile at Kashiwa Reysol （页面存档备份，存于）